# Caricatures de Mahomet du journal Jyllands-Posten
Des caricatures de Mahomet de douze dessinateurs sont parues le 30 septembre 2005 dans le quotidien danois Jyllands-Posten, en réponse à Kåre Bluitgen, un écrivain se plaignant que personne n'ose illustrer son livre sur Mahomet depuis l'assassinat de Theo van Gogh aux Pays-Bas le 2 novembre 2004.
Illustrant un article consacré à l'autocensure et à la liberté de la presse, ces dessins sont de facture différente. L'un montre un dessinateur inquiet, cachant le portrait de Mahomet qu'il est en train de tracer. Un autre Mahomet au ciel, accueillant d'un air désolé des musulmans, sans doute auteurs d'attentats-suicides, en leur disant qu'il n'y a malheureusement plus de vierges pour eux. Celui de Kurt Westergaard, montrant Mahomet coiffé d'un turban en forme de bombe, avec une mèche allumée, concentre toutes les critiques.
L'un des douze dessinateurs, Lars Refn, déclare rapidement que le journal Jyllands-Posten « voulait dès le départ uniquement provoquer ». Le 14 octobre, deux semaines après la parution, plusieurs milliers de musulmans manifestent à Copenhague. Le lendemain, un homme de 17 ans est interpellé dans la ville où se situe le siège du journal, pour avoir proféré des menaces de mort contre deux dessinateurs. Le premier journal à reprendre les dessins fut le journal égyptien Al Fagr, le 17 octobre 2005.
Quelques jours plus tard, onze ambassadeurs de pays musulmans demandent à être reçus par le Premier ministre danois, qui refuse les demandes. Le 1er décembre, huit des dessinateurs et cinq représentants de la communauté musulmane se rencontrent confidentiellement, dans un bon climat. Mais le lendemain, un groupe extrémiste du Pakistan met à prix la tête des dessinateurs. Entre décembre et début janvier, plusieurs délégations d'imams danois se rendent au Moyen-Orient pour mobiliser les institutions et États musulmans. Ils montrent les douze dessins du Jyllands-Posten, mélangés à d'autres, d'une rare violence, comme l'a révélé le 12 janvier 2006 le journal Ekstra Bladet. C'est après cette tournée que l'affaire prend une ampleur internationale, avec des manifestations dans certains pays, parfois pacifiques parfois violentes.
Fin janvier 2006, plusieurs pays arabes font pression sur le Danemark. Le 1er février, la presse reprend les douze caricatures, en Belgique flamande et en Allemagne. France-Soir les reprend le même jour, mais Libération n'en publie que 4 sur 12, le 3 février. Charlie Hebdo les reprend pour la première fois le 8 février, en y ajoutant des caricatures de Mahomet dessinées par les collaborateurs réguliers du journal. Trois semaines après, le directeur du journal Philippe Val lance le Manifeste des douze avec Caroline Fourest et Bernard-Henri Lévy. En 2010, l'auteur du dessin le plus controversé, Kurt Westergaard, annonce qu'il dément avoir voulu « représenter » Mahomet : « Je n'ai jamais dit qu’il s'agissait de Mahomet […] J'ai voulu montrer qu’il y avait des terroristes qui se servaient de l'islam et du Coran comme d’une façade ».

## Historique

### Tradition islamique et aniconisme

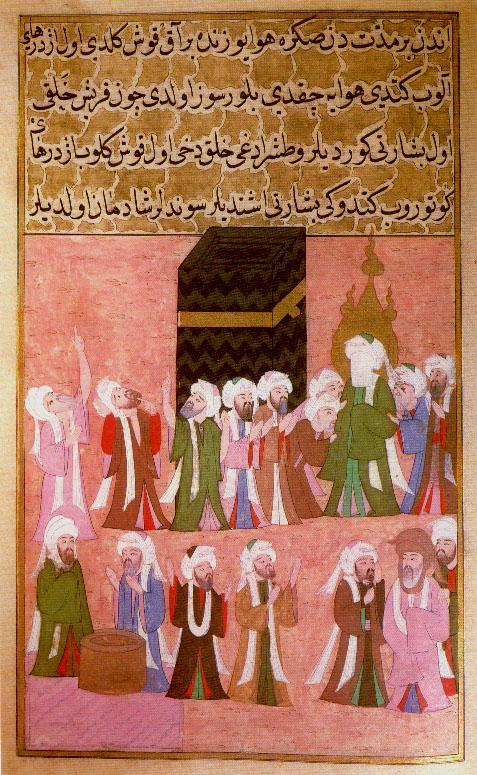
Mahomet à la Ka'ba. Peinture du Siyar-i Nabi, Istanbul, vers 1595. Comme souvent au XVI, le visage de Mahomet est recouvert d'un voile.

Dans la Bible, l'épisode du Veau d'or montre un Moïse en colère contre cette représentation du divin. À sa suite, des rois d'Israël comme Ézéchias (VIIIe siècle av. J.-C.) et Josias (VIIe siècle av. J.-C.) font détruire les icônes (images) des synagogues. Certains courants rabbiniques en font autant au fil des siècles. Ils auraient influé sur les débuts de l'islam[réf. nécessaire], et la tradition sunnite rapporte qu'après la conquête de La Mecque, Mahomet aurait fait détruire toutes les images qui se trouvaient dans la Ka'ba à l'exception d'une Vierge à l'Enfant.
De là se serait progressivement installée dans l'islam une interdiction de représenter le vivant et tout particulièrement Mahomet par crainte que ces figures ne servent de support à des idolâtres. Le sunnisme interdit en particulier la représentation des « choses et personnes saintes » - on parle d'aniconisme. Cette tradition est rejetée comme non-coranique, ou très amoindrie, par d'autres branches minoritaires de l'islam comme le chiisme iranien, c'est pour cela qu'il serait faux de croire que cet interdit soit la cause principale de la condamnation des caricatures, étant donné que des protestations ont également émané de la part des communautés musulmanes qui ne croient pas qu'il faille respecter l'interdiction, cette condamnation serait plutôt due à l'image véhiculée par les caricatures, qui associent le terrorisme à Mahomet et donc aux débuts de l'islam, renforçant ainsi l'amalgame préexistant et rendant l'islam aux yeux de la communauté internationale mauvais depuis sa source.
De nombreuses représentations de Mahomet figurent dans l'art islamique traditionnel. Des miniatures persanes et des tapis représentent Mahomet dans différents épisodes de la mémoire collective,. Parfois l'artiste fait un compromis en masquant son visage par un voile. Dans les traditions occidentales, des représentations de Mahomet sous les traits d'un marchand ont été réalisées.
Il existe par ailleurs plusieurs adaptations modernes du Coran en bande dessinée qui ont été publiées sans protestations particulières bien qu'elles ne soient pas diffusées dans certains pays de la péninsule d'Arabie.
Le rapport de l'islam à l'image est donc plus subtil qu'on ne pourrait le croire. Alors qu'il a largement été accepté comme un fait que représenter le prophète de l'islam était interdit aux musulmans, Abdelwahab Meddeb, professeur à Paris-X, soutient au contraire qu'il n'y a pas de tabou particulier sur la représentation de ce dernier, simplement une critique de l'image, pâle et dérisoire représentation de la réalité (l'œuvre de Dieu). « La vie du prophète est intégralement illustrée (…) dans un manuscrit de Hérât du quatorzième siècle ». Il ajoute « Ce n'est que par la force de la coutume que la représentation du prophète est devenue tabou. Mais elle l'a été surtout dans le monde arabe et ne l'a jamais été dans l'espace turc ou en Asie centrale ».
Depuis le XIXe siècle, la diffusion des images du vivant s'est généralisée, par la photographie d'abord, puis par la télévision et l'internet, technologies que les musulmans ont adoptées dans tous les domaines de la vie — politique, sciences, éducation, arts — et qui sont devenues indispensables au fonctionnement de sociétés modernes.

### Tensions communautaires et xénophobie au Danemark
Les tensions communautaires se sont faites de plus en plus criantes et violentes au Danemark qui a eu du mal à combiner le maintien d'un fort État-providence, des performances économiques moyennes et l'afflux d'immigrés auxquels la société multiculturelle danoise n'a pas demandé de s'intégrer.
Le parti d'extrême droite danois, hostile aux immigrés, est monté en puissance ces dernières années.[Quand ?] Avec 13 % des sièges à l’assemblée, il a poussé au vote d'une série de lois, jugées comme les plus restrictives d’Europe[réf. nécessaire]. Selon Soren Krarup, ténor de ce parti et prêtre à la retraite, « L’islam n’est pas compatible avec les traditions danoises, [les caricatures de Jésus sont] tout à fait tolérées dans cet ensemble de traditions. » Il considère que les musulmans sont venus au Danemark pour « nous conquérir, comme ils l’ont fait ces 1400 dernières années. »
Selon des musulmans danois [Lesquel ?], la liberté d'expression a été utilisée dans un but politique afin de provoquer des réactions « anti-danoises » et identitaires au sein de cette communauté, faisant le lit de l’ "extrême droite". De fait, un nombre croissant de jeunes musulmans danois sont séduits par les discours totalitaires du Hizb ut-Tahrir, parti islamique radical visant à mettre en place une « doctrine islamique pure » et illégale dans la plupart des pays à majorité musulmane, mais aussi en Allemagne et en Russie, mais pas au Danemark, malgré une enquête officielle diligentée par les pouvoirs publics danois.
Dans l'édition du 4 février du journal français Le Monde, il est rappelé le rôle du Jyllands-Posten, ainsi que d'autres journaux danois, dans « le durcissement du climat dans le pays, autour des immigrés musulmans, en adoptant un ton très carré ». Flemming Rose écrit « La société moderne et séculière est rejetée par quelques musulmans. Ils exigent une position particulière quand ils insistent pour une prise de considération spéciale de leur propre sentiment religieux. Ce n'est pas conciliable avec une démocratie séculière et la liberté d'expression où il faut être prêt à se faire mépriser, tourner en dérision, ridiculiser. Ce n'est certainement pas toujours très sympathique et agréable à voir, et cela ne signifie pas que les sentiments religieux doivent être ridiculisés à tout prix, mais ce n'est pas le plus important dans ce contexte ». Tøger Seidenfaden, directeur de la rédaction du quotidien Politiken, analyse ces propos de la sorte « Il y a volonté d'offenser, car c'est dans la logique présente de l'atmosphère politique au Danemark. La recette à succès, en politique et dans les médias, c'est de dire que le plus grand problème au Danemark, c'est l'intégration des minorités, et le plus grand groupe parmi eux est celui d'origine musulmane. »
Le quotidien Le Monde revient sur le contexte xénophobe du Danemark. Il est rappelé le programme politique du Parti du peuple danois, formation d’extrême-droite : « Le Parti du peuple danois n'accepte pas que le Danemark se transforme en une société multiethnique. (…) Le libre accès au Danemark détruit notre État-providence ». Pia Kjaersgaard, président de ce parti, compare les musulmans à une « tumeur cancéreuse ». Bashy Quraishy, président du Réseau européen contre le racisme, déclare « Ce n'est pas un hasard si cette affaire a éclaté au Danemark. Aucun pays de l'UE n'est aussi islamophobe et xénophobe ».

### 30 septembre 2005: publication de douze caricatures
Le 17 septembre 2005, l'un des plus importants journaux danois, Politiken, a publié l'article « Dyb angst for kritik af islam » (« Peur profonde de la critique de l'islam »). Cet article traitait des problèmes rencontrés par l'écrivain Kåre Bluitgen, se plaignant de ce que personne n'osât illustrer son livre sur Mahomet, Koranen og profeten Muhammeds liv (Le Coran et la vie du prophète Mahomet), depuis l'assassinat de Theo van Gogh. Plusieurs illustrateurs ont refusé de collaborer sur ce sujet de peur de représailles. À la suite de cette autocensure, un débat sur la liberté de la presse et en particulier vis-à-vis de l'islam a eu lieu au Danemark.
Dans le contexte de ce débat, le quotidien Jyllands-Posten publie le 30 septembre 2005 le Visage de Mahomet, des caricatures du prophète de l'islam. Cette publication est la réponse de douze dessinateurs à Kåre Bluitgen. Le Jyllands-Posten invite quarante artistes à donner la vision qu'ils ont de Mahomet. Douze dessinateurs répondent et leurs dessins sont publiés le 30 septembre. Les dessins illustraient un article consacré à l'autocensure et à la liberté de la presse. Dans le sens des aiguilles d'une montre, en partant du haut :
- Le visage de Mahomet dans le symbole islamique de l'étoile et du croissant. L'œil représente l'étoile et le croissant entoure le visage.
- Le dessin le plus controversé présente Mahomet avec une bombe dans son turban. La profession de foi des musulmans (la Chahada) est inscrite sur la bombe. La présence de la Chahada suggère qu'il ne s'agit pas de Mahomet mais de l'archétype du musulman.
- Mahomet avec une apparence ambiguë d'ange ou de démon.
- Une représentation abstraite de croissants de Lune et d'Étoiles de David et un poème sur l'oppression de femmes : Profet! Med kuk og knald i låget som holder kvinder under åget!. Traduction française : « Prophète, il faut être idiot ou muet pour garder sa femme sous sa domination ! »
- Mahomet représenté comme un voyageur dans le désert au coucher du soleil.
- Caricaturiste nerveux et tremblant en train de dessiner Mahomet en surveillant par-dessus son épaule.
- Mahomet calme deux de ses sectateurs, furieux, en indiquant que le dessin qu'il tient dans sa main n'a été fait que par un mécréant danois du sud-ouest.

En 2007, le magazine américain CounterPunch a attribué à Daniel Pipes une partie de la responsabilité de la commande de ces caricatures par le journal danois.

### Premières protestations et manipulation d'images
Au début octobre 2005, l'affaire n'a encore qu'une dimension nationale, mais onze ambassadeurs de pays à majorité musulmane demandent un entretien avec le Premier ministre Anders Fogh Rasmussen, qui refuse de les rencontrer. Ce qui lui sera reproché plus tard par une partie de la presse danoise.
Le 14 octobre 2005, plusieurs milliers de musulmans manifestent contre la publication de ces caricatures en estimant ces dessins « provocants et arrogants ».
Dans un premier temps la plupart des journalistes refusent de présenter des excuses, estimant n'avoir fait qu'exercer le droit fondamental à la satire et à la caricature qu'implique la liberté de la presse. Pour le rédacteur en chef Carsten Juste, cette affaire pose notamment la question de savoir en quoi un journal non musulman devrait se conformer aux interdits de cette religion. Cependant, un des douze caricaturistes, Lars Refn, reconnaît une certaine provocation de la communauté musulmane. Son dessin représente un écolier danois s'appelant Mahomet et écrivant en persan sur un tableau : « Les journalistes de Jyllands-Posten sont un tas de provocateurs réactionnaires ». Flemming Rose, le responsable des pages culturelles du quotidien, récuse cette affirmation.
Une organisation nommée « Société islamique du Danemark » avait tenté d'attaquer le journal en justice. Après avoir été déboutée, elle charge l'imam Ahmad Abu Laban d'entreprendre une tournée de sensibilisation dans les capitales arabes, ajoutant trois dessins aux douze publiés dans le Jyllands-Posten :
- le premier montre Mahomet affublé d'un groin de porc
il a été prouvé par la suite que cette image était en fait une photographie d'un participant au concours d'imitation de cris de cochons de Trie-sur-Baïse, Jacques Marot, garagiste à Tulle. Cette photographie de Bob Edme (Associated Press) avait eu un grand succès car son sujet, barbu, était affublé d'un groin factice[16],[17].
- le second qualifie Mahomet de pédophile faisant référence à Aïcha
- le troisième présente un musulman en prière sodomisé par un chien.

Ces deux dernières images n'ont jamais été publiées dans la presse danoise, elles proviennent d'un site d'extrême droite chrétien intégriste situé aux États-Unis.
En plus de ces trois images sans lien avec le Danemark, le dossier contenait aussi « des faux sur de prétendus mauvais traitements de musulmans au Danemark » et « le mensonge tendancieux que le Jyllands-Posten était un journal dirigé par le gouvernement ».
Le porte-parole de l'organisation affirma par la suite avoir utilisé ces images, reçues par courrier électronique d'une source qu'il refusa d'identifier, comme un exemple de l'antipathie de la société danoise envers l'islam. C'est après cette tournée que l'affaire prend une ampleur internationale.
Les rédacteurs en chef des deux journaux, Carsten Juste et Vebjoern Selbekk, reçoivent plusieurs menaces de mort. Carsten Juste est contraint d'embaucher des vigiles pour protéger sa rédaction. Certains des dessinateurs sont mis sous protection policière et, le mardi 31, la rédaction de Jyllands-Poste est victime d'une alerte à la bombe.
Le Jyllands-Posten finit par présenter ses excuses, non pas pour avoir publié les dessins, mais pour avoir « offensé » les musulmans.
Sept associations musulmanes au Danemark ont intenté, en mars 2006, un procès pour injures contre le rédacteur en chef du quotidien. Le jeudi 26 octobre 2006, le juge du tribunal d'Aarhus estime que ces dessins n'étaient pas offensants ou n'avaient pas pour but de l'être à l'égard des musulmans et acquittent les responsables du Jyllands-Posten. Les associations font appel de ce jugement.

## Réactions

### Dans les pays à majorité musulmane

#### Réactions officielles
- Le Parlement jordanien appelle le 24 janvier 2006, à châtier les auteurs des douze caricatures.
- Le ministère des Affaires étrangères algérien affirme : « Les égarements inqualifiables d'organes de presse ne sauraient absoudre les gouvernements, autorités judiciaires ou déontologiques des pays concernés d'une obligation de protection du caractère saint et inviolable des symboles des religions monothéistes révélées. »
- Le chef de la diplomatie libanaise Fawzi Salloukh dénonce la publication des caricatures. « On ne peut se taire face à ces pratiques, notamment dans les circonstances internationales actuelles qui nécessitent les efforts de tous pour apaiser les tensions. »
- Le 29 janvier, la Syrie somme le Danemark de « sanctionner » ceux qui portent atteinte aux religions.
- La Libye ferme son ambassade à Copenhague, l'Arabie saoudite rappelle son ambassadeur au Danemark[21].
- De son côté, la Fédération des journalistes arabes, basée au Caire, annonce le renforcement de sa campagne mondiale contre « la propagation de la haine et de l'incitation contre l'islam et les musulmans ».
- Au Maroc, le Conseil des grands oulémas de l'islam, importante instance religieuse du pays, a condamné ces actes en les jugeant immoraux et outrageux envers l’islam.
- En Algérie deux journalistes sont arrêtés et leurs journaux suspendus pour avoir publié les caricatures au titre d'information. Une journaliste de la télévision est licenciée pour avoir filmé les caricatures[22].
- L'Organisation de la conférence islamique et la Ligue arabe font part de leur volonté de saisir l'ONU pour obtenir une résolution « contraignante, interdisant le mépris des religions et prévoyant des sanctions contre les pays ou les institutions qui enfreindraient cette résolution »[23].
- Le 30 janvier 2006, des milliers de Palestiniens expriment leur colère en manifestant ; une dizaine de membres du Fatah menacent les locaux de l'Union européenne à Gaza avec des kalachnikovs et des lance-grenades. Des activistes mettent le feu à des drapeaux norvégien et danois et peignent une empreinte de pied sur le drapeau danois, ce qui constitue une marque de déshonneur dans les pays arabes.
- À Tunis, le directeur général de l'Organisation islamique de la culture, de l'éducation et des sciences (ISESCO), le Dr Abdul Aziz al-Tuweijry, qualifie « d'actes immoraux, contraires aux règles du droit international et aux préceptes des religions célestes » la publication de caricatures portant atteinte à Mahomet. Il se prononce pour des « mesures plus fermes » à l'encontre de leurs auteurs, sans plus de précisions.
- Le 2 février, les Comités de la résistance populaire et les Brigades des martyrs d'Al-Aqsa affirment : « Tout Norvégien, Danois ou Français présents sur notre terre est une cible ». « Nous demandons la fermeture des bureaux et consulats en Palestine des trois pays concernés, sinon nous n'hésiterons pas à les détruire », ont-ils ajouté.
- En Tunisie, le président Ben Ali a rejeté dos à dos les extrémistes musulmans et les caricatures en appelant au « bannissement de l'extrémisme et de la violence ainsi que de toutes attitudes et formes d'expression qui nuisent aux symboles et sanctuaires religieux » et a assuré que « la Tunisie continuera d'œuvrer en faveur de la propagation des principes de modération et de juste milieu et apportera son soutien au dialogue des civilisations et des religions, dans le sens de la consécration de la sécurité et de la paix internationales »[24].
- En Palestine, le 9 février 2006, le Hamas déclare « Le mouvement est disposé à jouer un rôle pour apaiser la situation entre le monde islamique et les pays occidentaux à condition que ces pays s'engagent à mettre fin aux atteintes aux sentiments des musulmans »[25].

#### Boycotts
Le 30 janvier 2006, le chef spirituel des Frères musulmans, Mohammad Mehdi Akef, appelle les musulmans du monde « à boycotter les produits du Danemark et de la Norvège, et à prendre des mesures fermes » à l'égard de ces deux pays. Le Hamas, qui vient de remporter les élections législatives en Palestine, invite les pays à majorité musulmane à prendre « des mesures dissuasives contre le comportement danois stupide » dans un communiqué qui précise « Nous exhortons les nations musulmanes à boycotter tous les produits danois parce que le peuple danois a soutenu le racisme haineux sous prétexte de liberté d'expression ».
La population saoudienne entame alors un boycott des produits danois, en signe de protestation contre ces dessins et, dans la région du Golfe, plusieurs supermarchés ont retiré les produits alimentaires danois des étals à la suite de plaintes de clients.
La Fédération des industries danoises précise que les entreprises danoises menacées par ce boycott sont le groupe laitier Arla Foods, pharmaceutique Novo Nordisk, le fabricant de pompes Grundfos et les jouets Lego.
Le plus touché reste Arla Foods qui indique que ses ventes dans la région étaient presque tombées à zéro. 95 % de ses distributeurs locaux ont retiré les produits d'Arla de leurs rayons. Le groupe indique par ailleurs que deux de ses employés locaux en Arabie saoudite avaient été frappés par des clients en colère. Peder Tuborgh, le PDG du groupe, demande l'intervention du gouvernement danois pour tenter de calmer la situation dans le monde musulman et d'enrayer la chute des ventes. L'entreprise a finalement publié un communiqué dans la presse arabe et auprès de la chaîne de télévision panarabique Al Jazeera condamnant la publication des caricatures, provocant alors une contestation de la part des autorités et des consommateurs danois.

#### Menaces de mort
Les responsables de Magazinet et de Jyllands-Posten et les caricaturistes reçoivent des menaces de mort à la suite de la publication des dessins.
Jyllands-Posten doit évacuer son siège d'Aarhus (centre du pays) et sa rédaction de Copenhague, en raison d'une alerte à la bombe.
De son côté, la Croix-Rouge danoise a annoncé l'évacuation de deux de ses employés de Gaza et d'un du Yémen. Les hommes masqués, disant appartenir au parti Fatah du leader palestinien Mahmoud Abbas, ont affirmé qu'ils interdiraient aux ressortissants danois et norvégiens de se rendre dans la bande de Gaza.
Le ministère norvégien des Affaires étrangères déclare qu'il y avait à Gaza deux travailleurs humanitaires norvégiens qui ont tous deux prévu de partir ce lundi. « Nous avons conseillé aux Norvégiens de ne pas se rendre dans la bande de Gaza », a déclaré une porte-parole.
Yaqoob Qureshi, un ministre musulman de l'État indien de Uttar Pradesh a offert une récompense de 6 millions de livres sterling à qui tuerait un des caricaturistes et un imam pakistanais a, lui, offert 1 million de dollars US.
Le 11 mai 2006, le Libyen Mohammed Hassan, appelé Cheikh al-Libi, membre d'Al-Qaeda, exhorte les musulmans à frapper la France, le Danemark et la Norvège, pour la publication des caricatures de Mahomet. Il annonce dans un enregistrement vidéo : « O musulmans, vengez votre Prophète (…). Nous voulons vivement que le petit État du Danemark, la Norvège et la France, l'ennemie du voile, de la pudeur et qui a nui à Dieu et à son Prophète, soient durement frappés et détruits ».
Le 12 février 2008, la police danoise déjoue une tentative d'attentat contre Kurt Westergaard dans lequel sont impliqués deux ressortissants tunisiens,,.
Dans un message daté du 19 mars 2008, Oussama ben Laden menace l'Union Européenne de châtiments, mentionnant la publication des caricatures qu'il assimile à une preuve supplémentaire de la croisade contre l'islam menée par l'occident avec la complicité du pape Benoît XVI. Le 2 juin 2008, un attentat contre l'ambassade du Danemark à Islamabad (Pakistan) fait 6 morts. Un communiqué attribué à Al-Qaïda, revendique cette action comme une mesure de représailles consécutive à la publication des caricatures.
Depuis ces deux messages ci-dessus, cette menace de mort est attribuée, selon une interprétation islamique, à Oussama Ben Laden : « Si votre liberté d'expression n'a pas de limite, vous allez devoir accepter notre liberté d'action »[réf. nécessaire].

#### Orchestration des troubles et des violences
Ces fausses caricatures, diverses fausses informations (par exemple que Jyllands Posten serait une émanation du gouvernement danois), et la soudaine mobilisation, plus de trois mois après la première publication des caricatures, ont fait naître le soupçon d'une manipulation politique. Antoine Sfeir lors d'une intervention dans Arte-info le 31 janvier 2006, parle d'une récupération ayant pour objectif de détourner l'attention médiatique des autres problèmes d'actualité touchant le Proche-Orient. On peut par exemple penser au nucléaire iranien ou aux dernières élections palestiniennes. Rappelons aussi que les caricatures ont été publiées à deux reprises, à trois mois d'intervalle, d'abord au Danemark, puis en Norvège.
Le 9 février 2006, Olivier Roy, spécialiste de l'islam contemporain, déclare que les violentes manifestations sont une manipulation des pays musulmans pour se venger des pays européens.
Le Parlement européen adopte une résolution commune le 16 février 2006 dans laquelle « Il déplore que certains gouvernements n'aient pu empêcher les violences et que d'autres aient toléré des attaques violentes » et dit que « Les députés regrettent fortement qu'il semble y avoir des groupes extrémistes organisés, à la fois en Europe et dans le monde musulman, qui trouvent un intérêt à exacerber les tensions actuelles et utilisent les caricatures comme prétexte à l'incitation à la violence et à la discrimination ». Une partie de protestations et des troubles violents « auraient été orchestrés » »
L'European Strategic Intelligence& Security Center est plus précis sur son site web : il accuse les frères musulmans (mouvement fondé par Hassan el Banna et dont se réclament tous les intégristes) d'être à l'origine, par la mobilisation de ses réseaux partout dans le monde, des disproportions qu'a pris cette affaire. L'objectif des frères musulmans s'inscrirait, selon l'accusation de l'ESISC, dans une stratégie de l'organisation visant à « faire progresser le dossier de la loi contre le blasphème » (légalisé en France par la Révolution française en 1792), et « à radicaliser davantage encore les secteurs “sensibles” de l’immigration, en particulier la jeunesse et les étudiants (…) afin de faire de l'entrisme et du noyautage (…) dans les organisations musulmanes traditionnelles ».
Il revient le 14 février en détail dans un document de 14 pages sur cette « manipulation à l'échelle mondiale » des frères musulmans qui ont réussi à faire oublier que parmi les 1,3 milliard de musulmans, quelques milliers tout au plus ont participé à ces manifestations. Ses accusations se basent sur
- L'imam danois Abu Laban, responsable de la tournée dans les pays arabes et de la confusion/mystification sur les fameuses « trois fausses caricatures » serait un proche des frères musulmans. Pendant sa tournée, il fournit, sans les rencontrer, ses documents à l'influent Al-Qaradawi président du Conseil européen de la fatwa et de la recherche qui s'est illustré en publiant des fatwas justifiants les attentats suicides et à son vice-président Mawlawi. Surtout, Al Qaradawi s'est vanté lui-même d'être un important responsable de la confrérie.
- La contribution d'Al Qaradawi et de Malawi dans l'escalade : « En janvier, lors du Hadj, le pèlerinage à la Mecque, des prédicateurs proches des « Frères » ont chauffé les foules de fidèles. Puis, profitant de son importante surface médiatique dans le monde arabo-musulman, (il est, entre autres, l’invité permanent de l’émission Ash-Sharî`ah Wal-Hayâh - La Législation islamique et la Vie - sur la chaîne panarabe Al-Jazirah), Chaikh Al-Qaradawi a lancé une fatwa demandant de faire du 3 février une « Journée de colère » »
- Une reconnaissance des modes d'actions de la confrérie (notamment double langage suivant qu'on s'adresse aux musulmans ou aux médias européens, très bonne organisation et absence de traces et de revendications des appels à manifester)
- Des accusations des services secrets européens. Alain Chouet, ancien de la DGSE affirme notamment : « Si l’on pointe du doigt la confrérie des Frères musulmans, c’est que, partout, ils semblent être à l’origine du phénomène de contestation violente. En France, au sein du Conseil supérieur du culte musulman, la différence d’attitude entre Dalil Boubakeur et le représentant de l’Union des Organisations islamiques de France, réputée « proche » des Frères musulmans et appliquant avec zèle la pensée politique de cheikh Al-Qaradawi est symptomatique. Au Liban, l’embarras des religieux, Mufti de la République en tête, est perceptible. Leur intervention personnelle et directe face aux émeutiers menés par des Frères est révélatrice de l’identité des instigateurs réels de la violence »
- Le fait que les manifestations spontanées sont normalement empêchées par les gouvernements autoritaires, spécialement en Syrie rend la manipulation criante. Alain Chouet précise : « En les laissant incendier la représentation danoise, les autorités syriennes adressent un double message. À leurs islamistes elles indiquent qu’ils peuvent se défouler sur le Danemark si le cœur leur en dit, tant qu’ils ne contestent pas le régime. Aux Occidentaux, elles indiquent les dangers qu’ils courent s’ils continuent à vouloir affaiblir le régime. L’influence syrienne qui reste forte au Liban à travers les services spéciaux de Damas demeurés sur place, permet d’y jouer le même jeu. En Palestine, le Hamas y trouve un bon prétexte de renvoyer la balle dans le camp des Européens qui le battent froid. »
- Un mobile (voir plus haut).

### Réactions en Occident

#### Réaction des groupes industriels
- Le groupe suisse Nestlé fait publier à la une du quotidien panarabe Asharq al-Awsat une publicité précisant que son lait en poudre n'était « ni produit au Danemark, ni importé du Danemark »[42].
- La chaîne d'hypermarchés Carrefour cesse de distribuer des produits danois dans les pays du Moyen-Orient où elle est implantée[43]. Des panneaux placés dans ces supermarchés et dans les rues de nombreuses villes arabes annoncent (par exemple en Égypte) : « Chers Clients, Nous exprimons notre solidarité avec la communauté islamique égyptienne. Carrefour ne vend pas de produits danois »[44].

#### Premières réactions officielles des gouvernements occidentaux
Les principales prises de position furent prises entre les 2 et 4 février :
- Le Premier ministre danois Anders Fogh Rasmussen déclare à la sortie de la réunion avec 76 ambassadeurs de pays musulmans : « Un gouvernement danois ne peut jamais s'excuser au nom d'un journal libre et indépendant ».
- Jacques Chirac « appelle donc chacun au plus grand esprit de responsabilité, de respect et de mesure pour éviter tout ce qui peut blesser les convictions d'autrui ». Selon le même communiqué, il a également rappelé que « le principe de la liberté d'expression constitue un des fondements de la République ».
- Jack Straw, ministre des affaires étrangères britannique, déclare : « Je pense que la nouvelle publication de ces caricatures n'était pas nécessaire. Elle a été indélicate et témoigne d'un manque de respect ». Il estime en outre que les journaux « ont eu tort » et que « Il y a la liberté de la presse, nous la respectons tous. Mais il n'y a pas d'obligation d'insulter ou d'être gratuitement incendiaire ». Les caricatures n'ont pas été diffusées dans le royaume britannique.
- La première réaction officielle des États-Unis à cette affaire est faite par le porte-parole du département d'État américain, Justin Higgins[45], qui déclare : « Ces caricatures sont évidemment blessantes pour les croyances des musulmans. […] L'incitation à la haine religieuse et ethnique n'est pas acceptable. […] Nous reconnaissons tous et nous respectons complètement la liberté de la presse et de l'expression, mais elle doit s'accompagner de la responsabilité de la presse »[46].
- Le Vatican estime dans son premier communiqué officiel du 4 février que « Le droit à la liberté de pensée et d'expression (…) ne peut entraîner le droit d'offenser le sentiment religieux des croyants. […] En outre, certaines formes de critique extrême ou de dérision des autres témoignent d'un manque de sensibilité humaine et peuvent dans certains cas constituer une provocation inacceptable ». (Source AP)

#### Soutiens apportés à la publication des caricatures

##### En France
L'ancien grand mufti de Marseille, Soheib Bencheikh, s'est déclaré opposé « à toute action en justice ou manifestation » contre la publication des caricatures. Selon lui « la liberté d'expression est sacrée ».
Lors d'une émission sur La Chaîne parlementaire, la chaîne de l'Assemblée nationale, le 12 février 2006, il a condamné la démarche du président du Mouvement contre le racisme et pour l'amitié entre les peuples, Mouloud Aounit, et il a déclaré face à celui-ci qu'il était essentiel de défendre la liberté d'expression : « je trouve inadmissible de rester l'otage d'une horde de fanatiques qui, au lieu de répondre par le dialogue, répondent par la violence », a-t-il affirmé, expliquant que « c'est grâce à la liberté d'expression que l'islam se défend, que moi-même je peux à tout moment et quand je veux exposer mon message ».
Le Manifeste des libertés, une association laïque regroupant des personnes « de culture musulmane » a pris position en faveur de la liberté d'expression, par la voix de son porte-parole Tewfik Allal. Sa déclaration a été publiée dans l'hebdomadaire Charlie Hebdo. Cela a valu à Brigitte et Tewfik Allal un article élogieux dans Le Monde.
Histoire de mémoires, « association d'études et de promotion de l'immigration maghrébine en France », a lancé une pétition mondiale intitulée « Appel des musulmans, agnostiques et athées de culture musulmane et de ceux qui les soutiennent pour la liberté de la presse ». « Ailleurs ou ici, mais ensemble », une association laïque présidée par Samia Labidi et qui regroupe non-croyants et musulmans réformateurs, soutient cette initiative.

##### En Grande-Bretagne
La militante laïque anglo-iranienne Maryam Namazie a lancé une pétition internationale de soutien à la liberté d'expression. Sur son blog, elle a publié les caricatures. Responsable des relations internationales du Parti communiste-ouvrier d'Iran, Maryam Namazie est assez connue en Angleterre où elle reçut en 2005 le prix annuel de la Société laïque nationale (National Secular Society). À la suite de l'affaire des caricatures, elle a signé un manifeste international, aux côtés notamment de Salman Rushdie et Taslima Nasreen, contre l'islamisme.
Plusieurs organisations liées à l'extrême-gauche moyen-orientale ont également organisé une manifestation en défense de la liberté d'expression à Londres le 11 février 2006. Dès le 1er novembre 2005, Houzan Mahmoud, représentante en Europe de l'Organisation pour la liberté des femmes en Irak s'était exprimée sur la publication des caricatures au Danemark.

##### Aux Pays-Bas
Ayaan Hirsi Ali, député néerlandaise connue pour son combat pour les droits des femmes et contre l'excision, a apporté un soutien total aux journaux ayant relayé les caricatures du Jyllands-Posten, en déclarant que ceci constituait « leur devoir en tant que journalistes ». Elle regrette que son propre Premier ministre n'ait pas le courage d'Anders Fogh Rasmussen - qui a refusé de recevoir les plaintes d'une dizaine d'ambassadeurs de « régimes tyranniques ». Dans ce même discours prononcé le 9 février à quelques centaines de mètres de l'ex-Mur de Berlin, elle a défendu le « droit de blesser dans les limites de la loi », et donnant l'exemple a critiqué sévèrement une partie de l'enseignement religieux et social de Mahomet (voir l'article Ayaan Hirsi Ali et son discours).

#### Réactions de la presse internationale et des médias
De nombreux journaux européens publient, soit en une, soit dans leurs pages intérieures les dessins incriminés au nom de la liberté de la presse. D'autres s'abstiennent « pour ne pas jeter d'huile sur le feu ».

##### Allemagne
- Le 1er février 2006, le quotidien conservateur Die Welt publie les caricatures en une et déclare dans son éditorial : « On prendrait les protestations musulmanes plus au sérieux si elles étaient moins hypocrites. Quand la télévision syrienne a diffusé en prime time des drames documentaires montrant des rabbins en cannibales, les imams se sont tus »[57].
- Le 1er février 2006, les journaux Tagesspiegel et Berliner Zeitung publient eux aussi les caricatures.
- Sans publier les caricatures, l'hebdomadaire d'investigation Der Spiegel s'insurge de ces menaces contre l'un de ses confrères, destinées selon lui à intimider tous les autres, et fait le parallèle avec l'affaire Salman Rushdie où certains journaux avaient déjà appelé à comprendre les réactions de l'islam politique et estimé que Rushdie était allé trop loin[58].
- Le 10 février 2006, un petit hebdomadaire de gauche,  Freitag, commente l'affaire et ironise en soulignant que « la liberté de conspuer un prétendu ennemi existe aussi dans les dictatures »[59].

##### Belgique
- Presse néerlandophone
  - De Standaard a publié les douze caricatures dans sa rubrique « opinions et analyses » avec le commentaire : « la satire et la liberté d'expression forment la pierre angulaire de notre démocratie ».
  - Het Nieuwsblad titre le 3 février : « Le droit à la satire ».
  - Het Volk titre le 3 février : « La liberté d'expression, partie intégrante de la démocratie ».
- Presse francophone
  - Le journal Le Soir a publié le 2 février 2006 un dessin du caricaturiste Pierre Kroll ne représentant rien, et sous-titré du très magrittien « Ceci n'est pas Mahomet ». Le caricaturiste a par ailleurs déclaré qu'il ne voyait pas l'utilité des douze dessins qu'il jugeait médiocres.
  - Le journal La Libre Belgique (3 février 2006) titre à la Une « Peut-on représenter Mahomet ? », et présente un dessin-jeu, fait de points numérotés à relier pour compléter la figure. « La liberté d'expression est un principe de base de la démocratie, et toute entrave à cette liberté doit donc être rejetée. Mais cette liberté doit être exercée avec bon sens », peut-on encore lire dans ce quotidien qui a ainsi décidé de ne pas publier les caricatures.

##### Croatie
Le 6 février 2006, le journal Nacional a publié les douze caricatures de Mahomet avec six d'entre elles en page de une.
Cette publication a notamment eu pour réaction des manifestations à Sarajevo en Bosnie-Herzégovine où des musulmans bosniaques ont brulé le drapeau croate.

##### Danemark
Tous les quotidiens danois ont commenté l'affaire et un consensus s'est rapidement dégagé pour estimer que, même si la liberté de la presse et la liberté d'expression accordaient probablement au Jyllands-Posten le droit de publier de tels dessins, rien ne l'y obligeait. Et qu'il s'agissait avant tout d'un coup d'éclat publicitaire maladroit visant à faire parler du quotidien - ce qui a incontestablement réussi.
« Le quotidien Politiken estime « absurde » que le Premier ministre ne veuille pas exprimer son désaccord avec un journal – ce qu'il a pourtant déjà fait par le passé. « Le Jyllands-Posten n'a pas souvent été la cible de ses critiques », précise tout de même Politiken, qui ne laisse pas passer l'occasion de sous-entendre les liens étroits (bien qu'informels) existant entre le Jyllands-Posten et le Parti libéral. »
Lors d'une interview à la Radio-télévision belge de la Communauté française, le mardi 7 février 2006, le correspondant à Paris du Politiken a déclaré se sentir pris en otage par la provocation du Jyllands-Posten.

##### France
- France-Soir est le seul journal français à publier les dessins le 1er février 2006. Le jour même, l'homme d'affaires franco-égyptien Raymond Lakah, propriétaire du quotidien, limoge Jacques Lefranc, président et directeur de la publication[62]. Son remplaçant, Éric Fauveau, a lui-même démissionné le lendemain[63]. Cet exemplaire de France-Soir a été saisi à Rabat et Tunis et était introuvable en Algérie[64]. L'éditorialiste de France-Soir écrit au sujet de la publication des caricatures : « Non, nous ne nous excuserons jamais d'être libres de parler, de penser, de croire… Puisque ces docteurs autoproclamés de la foi en font une question de principe, il faut être ferme. Clamons-le autant qu'il le sera nécessaire, on a le droit de caricaturer Mahomet, Jésus, Bouddha, Yahvé et toutes les déclinaisons du théisme. Cela s'appelle la liberté d'expression dans un pays laïque »
- L'hebdomadaire satirique Charlie Hebdo a publié le 8 février les caricatures de Mahomet « par solidarité et par principe », comme l'avait annoncé le directeur de la publication, Philippe Val et après qu'une demande de saisie conservatoire en référé a été déboutée[65]. Des organisations telles que le Conseil français du culte musulman ont tenté une procédure en référé (en urgence) demandant la saisie de ce numéro du journal. L'affaire n'a pu être jugée sur le fond, les plaignants ayant été déboutés pour vice de forme. À la reproduction de ces caricatures, s'ajoute en première page une autre caricature (de Cabu) à côté du titre : « Mahomet débordé par les intégristes », représentant Mahomet se prenant la tête entre les mains et disant : « C'est dur d'être aimé par des cons… ».
- Les Guignols de l'info ont, le 2 février 2006, abondamment commenté ces caricatures. Ils ont rappelé la déification de Zinédine Zidane. En une autre séquence, Mahomet est raillé par d'autres personnalités sacrées pour ne pas vouloir se présenter en public, ne ressemblant pas à l'image stéréotypée des saints hommes.
- La position du journal Libération est révélatrice d'une autre catégorie de journaux. Par principe, le journal s'apprétait à les publier, mais« les dessins nous ont semblé d'un niveau médiocre, tant sur le fond que dans la forme, et aucun d'entre nous n'a eu envie de les voir dans notre journal »[66]. Cependant le quotidien a néanmoins diffusé deux dessins dans son édition du 3 février 2006 : « Loin de reprendre à notre compte ces dessins, nous voulons expliquer et comprendre »[67].
- Le Monde publie deux des douze caricatures ainsi qu'un dessin original de Plantu, qui respecte à la lettre l'interdit de représentation de Mahomet (un dessinateur, surveillé par un imam, écrit 100 fois je ne dois pas dessiner Mahomet à la manière d'un écolier puni) tout en le brisant dans un même élan (les phrases s'assemblent artistiquement en un croquis d'un visage barbu qu'on peut prendre comme une représentation de Mahomet).
- Le Canard enchaîné y consacre son édition du 8 février, et proclame « Les intégristes se battent pour le respect de la liberté… d'oppression ». Reconnaissant dans les réactions outrées à ces dessins (qu'il juge médiocres) le « cléricalisme, ce vieil ennemi du Canard », il publie une série de dessins originaux estampillés « Dessins sataniques ». Une caricature intitulée L'Angoisse de la page blanche fait écho aux appels à l'utilisation responsable de la liberté d'expression en montrant une personne donnant ce bon conseil à un dessinateur penché sur sa page blanche : « Fais attention de ne pas provoquer une guerre mondiale ». Le Canard enchaîné enfonce le clou : « Six morts au nom du prophète. Six morts, surtout au nom de tous ceux qui se cachent derrière sa barbe ! Et il a sans doute une sacré barbe Mahomet, vu la cohorte de ceux qui s'y abritent pour servir leurs petits intérêts. » Et le Canard de citer : « On y trouve en vrac les pays du Golfe et l'Égypte, qui ont été dans les premiers à attiser le feu pour faire croire qu'ils sont plus musulmans que leurs islamistes. Le Pakistan, qui veut donner des gages à ceux qui trouvent le gouvernement plus près de Bush que d'Allah. La Syrie, pays laïque peu connu pour sa grande piété ni pour ses manifestations de rues, qui a su créer en un instant, comme à Damas au Liban, des cortèges très « spontanés » de « croyants meurtris » qui brûlent des ambassades et des drapeaux à la demande. On y trouve aussi les Palestiniens et surtout l'Iran, qui en profite pour en rajouter, espérant gagner ainsi des points dans la crise sur le nucléaire. Ou encore le Vatican, qui, par son soutien, défend sa propre chapelle, ou Bush le Pieux et Blair le Tartuffe, qui pour cause d'Iraq, s'indignent de ces caricatures « totalement offensantes pour l'Islam » ».
- Le 12 septembre 2006, la 17e chambre du tribunal correctionnel de Paris a débouté la fédération des associations islamiques d'Afrique, des Comores et des Antilles (FFAIACA), qui avait assigné Charlie Hebdo et France Soir pour incitation à la haine raciale, jugeant irrecevable sa plainte liée à la publication des caricatures. Le tribunal a considéré que la FFAIACA ne pouvait agir sur le fondement de l'incitation à la haine raciale, ses statuts « ne rempliss[a]nt pas les conditions de fond fixées par l'article 48-1 de la loi sur la presse, ne comportant aucune référence au combat contre le racisme ni à l'assistance des victimes de discrimination liée à l'origine ethnique, nationale, raciale ou religieuse »[68].

##### Italie
Deux journaux publient les caricatures : La Stampa et Il Corriere della Sera. Le 1er février 2006, La Stampa publie les caricatures.
L'éditorialiste musulman Magdi Allam de Il Corriere della Sera écrit : « Qu'attend l'Occident pour intervenir ? Adoptera-t-il la politique de l'autruche jusqu'à ce qu'un autre Theo van Gogh soit assassiné, à Copenhague ou à Oslo ? »
Le 18 février 2006, le ministre italien des Réformes des institutions et Dévolution Roberto Calderoli est contraint à la démission par Silvio Berlusconi. Il avait montré un T-Shirt exhibant les caricatures de Mahomet au journal de 20 heures de la RAI le jeudi 16 février. Des manifestations ont eu lieu en Libye à Benghazi pour protester contre les dessins danois. Elles ont dégénéré et la répression policière a fait onze morts. L'ambassade d'Italie a été incendiée, de même que la voiture de l'ambassadeur.

##### Royaume-Uni
La presse du Royaume-Uni prend la décision volontaire et unanime de ne pas publier les caricatures afin de ne pas attiser un climat de défiance envers les différentes communautés du Royaume, cela, en dépit de la crise qui agite l'Europe. Même les tabloïds anglais, souvent assez prompts à se railler de la classe politique, préfèrent jouer l'apaisement en couvrant discrètement l'affaire sans vouloir y jouer un rôle actif. Les journaux justifient leur position sur une nécessité de réconcilier le pays avec les musulmans modérés, à la suite des attentats du 7 juillet 2005 à Londres d'une part, et en raison d'autre part du fait que la majorité musulmane anglaise est originaire d'Inde.
Seul un journal estudiantin de Cardiff, Gair rhydd publie une caricature le 3 février, mais les 8000 publications sont déchirées après quelques heures.

##### Autres pays d'Europe
- En Espagne : El Periódico de Catalunya, ABC
- En Irlande : Irish Daily Star
- En Hongrie : le 2 février 2006 Magyar Hirlap et Népszabadság publient les caricatures[69].
- En Macédoine, les journaux Vreme et Vest publient les douze caricatures le 10 février 2006.
- En Norvège (source : Nouvel Observateur[source insuffisante])
- Aux Pays-Bas : de Volkskrant, De Telegraaf, NRC Handelsblad. Le 1er février les journaux hollandais de Volkskrant, NRC Handelsblad, et Elsevier publient les caricatures.
- En Pologne : Rzeczpospolita
- Au Portugal : le 2 février 2006, le journal Público publie en une la caricature de Mahomet avec la bombe.
- En Roumanie (source : Nouvel Observateur[source insuffisante])
- En Russie, le journal Gorodskie Vesti, publie les caricatures le 9 février 2006. Le 16 février les autorités russes font fermer la maison d'édition du journal.
- En République tchèque : Mladá Fronta Dnes
- En Suède : Expressen, Kvällsposten et GT (deux caricatures publiées le 7 janvier 2006).
- En Suisse : Blick, La Tribune de Genève, Le Temps. Le 2 février 2006, La Tribune de Genève et Le Temps publient les caricatures.
- En Ukraine (source : Nouvel Observateur[source insuffisante])

##### Hors d'Europe
- Algérie Les hebdomadaires arabophones Essafir et de Errissala - deux journaux connus pour leur ligne islamo-conservatrice - publient les caricatures. Leurs directeurs Berkane Bouderbala et Kamel Boussaad seront poursuivis pour avoir publié les caricatures danoises portant atteinte au prophète de l'islam Mahomet[70].
- Australie (Le Nouvel Observateur[source insuffisante]).
- Égypte : le lundi 17 octobre 2005, le journal Al Fagr devient le premier journal au monde après le Jyllands-Posten à publier les caricatures de Mahomet. Leur 21e édition contient six des douze caricatures du Jyllands-Posten avec une caricature sur la une. Cette publication en période de Ramadan, n'a suscité aucune réaction ni condamnation des autorités religieuses islamiques ou des autorités gouvernementales égyptiennes.
- États-Unis :
  - Les caricatures ont fait l'objet d'une publication et d'une analyse très fouillée par le caricaturiste Art Spiegelman dans le Harper's Magazine de juin 2006, intitulée Drawing blood. Outrageous cartoons and the art of outrage. Cet article replace toute cette question dans le contexte plus général de l'art de la caricature depuis Honoré Daumier et Thomas Nast jusqu'au concours lancé en réplique aux caricatures de Mahomet par le président iranien Mahmoud Ahmadinejad visant à ridiculiser l'Holocauste.
  - Alors que Mahomet avait déjà été caricaturé sans controverse dans South Park, avant les attentats de 2001, deux épisodes sont consacrés aux caricatures de Mahomet en avril 2006, le diffuseur juge inappropriée et refuse toute diffusion d'une caricature de Mahomet. S'ensuit néanmoins une controverse autour de South Park.
- Israël : le lundi 6 février 2006, le journal le Jerusalem Post devient le premier journal israélien à publier les caricatures de Mahomet. L'édition contient un fac-similé de la première page originale du journal danois Jyllands-Posten affichant l'ensemble des douze caricatures. Dans l'éditorial du 6 février, intitulé « L'honneur du Prophète », le journal souligne le contraste entre les protestations qu'ont causé les dessins danois dans le monde musulman et le fait que les caricaturistes arabes diabolisent quotidiennement les Juifs comme des conspirateurs mondiaux, des corrupteurs de la société et des buveurs de sang. Le journal n'a été inquiété ni par la justice, ni par les hommes politiques de son pays[71],[72].
- Japon (source : Nouvel Observateur[source insuffisante])
- Jordanie : les hebdomadaires Shihane et al-Mehwar ont publié les caricatures. Jihad Momani, rédacteur en chef de Shihane pose la question suivante dans un éditorial : « Qu'est ce qui porte plus préjudice à l'islam, ces caricatures ou bien les images d'un preneur d'otage qui égorge sa victime devant les caméras, ou encore un kamikaze qui se fait exploser au milieu d'un mariage à Amman ? ». Le journal Shihane accompagne ses caricatures d'un article intitulé « Intifada islamique contre l'atteinte à l'islam », en mettant toutefois le mot « atteinte » entre guillemets. La société éditrice a, par la suite, retiré tous les exemplaires du marché, les remplaçant par une nouvelle édition dans laquelle elle a annoncé le licenciement du rédacteur en chef. Il est limogé dès le 2 février[73]. Le journal al-Mehwar a reproduit les douze caricatures, le 26 janvier, dans un petit encadré, pour illustrer un article sur la dénonciation générale de leur publication. En outre, le journal affirme avoir été « le premier journal arabe à avoir alerté le monde arabe sur ces caricatures, découvertes sur internet ». « Le seul fait que cet hebdomadaire ait reproduit ces caricatures rend son rédacteur en chef Hicham al-Khalidi responsable devant la loi », a souligné une source judiciaire. Hicham al-Khalidi est arrêté dans la nuit du samedi 4 au dimanche 5 février 2006 sur ordre du procureur civil Saber al-Rawashdeh. Les deux rédacteurs en chef ont comparu devant la justice pour « atteinte au sentiment religieux » puis ont été relâchés en fin de journée (dimanche)[74].
- Malaisie (source : Nouvel Observateur[source insuffisante])
- Maroc : le journal marocain Le Journal hebdomadaire a publié les caricatures de Mahomet, dans son édition numéro 242 du 11 au 16 février. Le Journal hebdomadaire a reproduit les caricatures barrées de Mahomet et qualifié de rétrogrades certaines réactions qui se sont élevées contre la publication de ces dessins. Cette publication a suscité la colère de partis politiques et d'associations islamistes (parti de l'Indépendance, Parti de la justice et du développement, l'Union constitutionnelle, club de la presse nationale et le mouvement d'Al Adl Wal Ihsane) qui ont manifesté le 14 février 2006 en réclamant l'arrestation des journalistes[75].
- Nouvelle-Zélande (source : dépêche Reuters[source insuffisante])
- Yémen : deux hebdomadaires publient les caricatures, le Yemen Observer et le Al-Raï Al-Aam. Le 8 février les autorités yéménites annoncent la suspension de leurs publications et le lancement de poursuites judiciaires contre leurs éditeurs et leurs rédacteurs en chef respectifs. « En vertu du code de la presse, le ministère de l'Information a décidé mercredi de suspendre Yemen Observer et Al-Raï Al-Aam et de présenter leurs éditeurs et rédacteurs en chef au parquet pour avoir reproduit les caricatures offensantes pour le prophète. »[76].

### Réprobation envers les journaux ayant diffusé les caricatures
Vendredi 3 février 2006, Jacques Chirac, président français, Bill Clinton, ancien président des États-Unis et Kofi Annan, secrétaire général de l'ONU ont déclaré que les journaux ayant contribué à diffuser les caricatures avaient fait un usage abusif de la liberté de parole et ont fait appel à plus de « responsabilité et de respect envers les sentiments religieux ». Le ministre des affaires étrangères britannique, Jack Straw a qualifié d'« indélicate » et de « manque de respect » les caricatures danoises.
À l'instar du journal jordanien Al-Ghad, certains représentants musulmans tels le recteur de la mosquée de Genève ou de simples musulmans de France ou du Moyen-Orient ont parlé d'abus de liberté de la presse. L'usage de ces caricatures accuse les Européens de faire preuve de « deux poids - deux mesures » en étant plus sensibles aux actes antisémites ou racistes qu'envers le blasphème (envers l'islam), ressenti comme une insulte aux musulmans.

Le MRAP, qui au nom de la lutte contre l'islamophobie, a par le passé entamé des procédures (rarement gagnantes[réf. nécessaire]) pour « provocation et incitation à la haine raciale » contre des personnes publiques et privées n'ayant souvent commis que de simples blasphèmes a qualifié ces caricatures « d'islamophobie rampante » et estime qu'elles font exception et ne méritent pas la liberté d'expression. Son président Mouloud Aounit a depuis clarifié son positionnement : 
« Ce ne sont pas les douze caricatures de Mahomet qui sont dénoncées par le MRAP mais une seule (celle où il porte une bombe sur la tête), ce qui prouve bien que ni le blasphème ni l'irrespect envers l'islam ne concernent le Mouvement parce que n'étant pas de sa compétence en tant que mouvement laïc. Nous réaffirmons que toutes les religions peuvent être critiquées. »
Sensibles aux appels à la responsabilité lancés par plusieurs responsables politiques, le député UMP du Gard Jean-Marc Roubaud dépose le 28 février 2006 une proposition de loi visant à interdire les propos et les actes injurieux contre toutes les religions. Les passages en gras ci-dessous correspondent à la proposition de loi.
« Article 29 de la loi du 29 juillet 1881 sur la liberté de la presse

CHAPITRE IV : DES CRIMES ET DÉLITS COMMIS PAR LA VOIE DE LA PRESSE OU PAR TOUT AUTRE MOYEN DE PUBLICATION.
Toute allégation ou imputation d'un fait qui porte atteinte à l'honneur ou à la considération de la personne ou du corps auquel le fait est imputé est une diffamation. La publication directe ou par voie de reproduction de cette allégation ou de cette imputation est punissable, même si elle est faite sous forme dubitative ou si elle vise une personne ou un corps non expressément nommés, mais dont l'identification est rendue possible par les termes des discours, cris, menaces, écrits ou imprimés, dessins, placards ou affiches incriminés.
Tout discours, cri, menace, écrit, imprimé, dessin ou affiche outrageant, portant atteinte volontairement aux fondements des religions, est une injure.

Toute expression outrageante, termes de mépris ou invective qui ne renferme l'imputation d'aucun fait est une injure. »
L’injure dont il est question dans la proposition de loi, serait une extension d'un délit prévu par la loi du 29 juillet 1881 sur la liberté de la presse. Elle ferait partie des restrictions à la liberté d'expression et permettrait la saisie des écrits concernés, parfois même avant leur mise en distribution.

## Procès deCharlie Hebdodans l’affaire des caricatures de Mahomet
L'Union des organisations islamiques de France et la Grande Mosquée de Paris engagent une procédure pénale contre Charlie Hebdo pour « injure publique à l'égard d'un groupe de personnes à raison de leur religion ». Bien que plusieurs journaux français aient publié les caricatures (L'Express, France-Soir), seul Charlie Hebdo fait l'objet d'une procédure judiciaire. Le MRAP annonce au contraire uniquement des poursuites judiciaires contre France Soir « pour provocation à la haine et non contre Charlie Hebdo au motif que cet hebdomadaire inscrit son identité dans une tradition satirique connue de longue date ». Denis Jeambar, directeur de L'Express, rappelle à cette occasion le bras de fer engagé avec l'actionnaire du journal Serge Dassault qui a tenté, en vain, de le faire renoncer à la publication des caricatures dans l'hebdomadaire.

### Première instance
Cette affaire est examinée par le tribunal correctionnel de Paris les 7 et 8 février 2007 ; la défense de Charlie Hebdo était assurée par Mes Richard Malka et Georges Kiejman, tandis que les plaignants étaient représentés par Mes Christophe Bigot et Francis Szpiner. Le ministre de l'Intérieur, Nicolas Sarkozy, alors candidat à la présidence de la République, apporte son soutien à Charlie Hebdo dans un fax, envoyé à la dernière minute et lu à l'audience, déclarant préférer « l'excès de caricature à l'absence de caricature ». François Bayrou et François Hollande viennent témoigner en faveur de l'hebdomadaire, de même plusieurs hommes de foi (Mohamed Sifaoui, Soheib Bencheikh) le soutiennent fermement. Le tribunal a prononcé la relaxe de Philippe Val le 22 mars 2007,, et jugé que l'hebdomadaire avait le droit de publier ces dessins. Les attendus du jugement font valoir « qu'en France, société laïque et pluraliste, le respect de toutes les croyances va de pair avec la liberté de critiquer les religions », que le dessin représentant Mahomet coiffé d'une bombe « est inclus dans un numéro spécial dont la couverture éditorialise l'ensemble du contenu (…), il ne peut qu'être regardé comme participant à la réflexion dans le cadre d'un débat d'idées sur les dérives de certains tenants d'un islam intégriste ayant donné lieu à des débordements violents ». « Attendu que le genre littéraire de la caricature, bien que délibérément provocant, participe à ce titre à la liberté d'expression et de communication des pensées et des opinions (…) ; attendu qu'ainsi, en dépit du caractère choquant, voire blessant, de cette caricature pour la sensibilité des musulmans, le contexte et les circonstances de sa publication dans le journal “Charlie Hebdo”, apparaissent exclusifs de toute volonté délibérée d'offenser directement et gratuitement l'ensemble des musulmans ; que les limites admissibles de la liberté d'expression n'ont donc pas été dépassées (…) », ce dessin ne constitue pas une injure justifiant, dans une société démocratique, une limitation de cette liberté,.

### Appel
Deux particuliers et trois organisations ont fait appel. Parmi elles, la Ligue islamique mondiale a vu sa constitution de partie civile déclarée irrecevable tout comme les autres à l'exception de l'Union des organisations islamiques de France.
En appel, le 12 mars 2008, le journal et Philippe Val ont été relaxés. Le tribunal a considéré que les deux premières caricatures ne s'en prennent pas à l'islam mais au fondamentalisme islamiste.
La Cour d'appel a estimé dans sa décision que Charlie Hebdo, en publiant ces dessins, « souligne, avec son esprit satirique bien connu mais de manière argumentée, le danger des fanatismes religieux et de l'instrumentalisation de l'islam à des fins politiques ». Elle conclut que les caricatures litigieuses « ont, par leur publication, participé au débat d'intérêt général sur la liberté d'expression ».

### Film
Un film documentaire sur l'affaire de Charlie Hebdo est sorti au cinéma en France le 17 septembre 2008 : C'est dur d'être aimé par des cons, réalisé par Daniel Leconte.

## Postérité

### Conséquences sociologiques
Enquêtant sur les motivations du vote pour le Front national, la chercheuse Nonna Mayer indique : « Longtemps, on n'a relevé aucun lien entre la force des préjugés et l'intégration à l'univers du catholicisme français. L'affaire des caricatures de Mahomet, en 2005, marque un tournant. À partir de cette date, le fait d'être catholique et pratiquant fait monter les scores sur les échelles d'ethnocentrisme et d'aversion à l'islam. Tout se passe comme si la plus grande visibilité des religions minoritaires, et en particulier de l'islam, dans l'espace public, les débats autour du voile, puis de la burqa, les velléités d'entrée de la Turquie dans l'Union européenne, la progression internationale d'un fondamentalisme musulman, provoquaient un réveil identitaire et une crispation ethnocentriste chez les catholiques français ».